# Lista över fornlämningar i Uppsala kommun (Hagby)
Lista över fornlämningar i Uppsala kommun (Hagby) är en förteckning av ett urval av de fornlämningar som finns i Hagby i Uppsala kommun.
| Namn               | Lämningstyp                      | Tillkomsttid | Historisk indelning | Plats | Läge                 | ID-nr          | Bild                                      |
| ------------------ | -------------------------------- | ------------ | ------------------- | ----- | -------------------- | -------------- | ----------------------------------------- |
| Hagby 2:1          | Stensättning                     |              | Hagby, Uppland      |       | 59.786087, 17.348557 | 10023400020001 | Ladda upp en bild av detta fornminne      |
| Hagby 2:2          | Stensättning                     |              | Hagby, Uppland      |       | 59.786068, 17.348271 | 10023400020002 | Ladda upp en bild av detta fornminne      |
| Hagby 2:3          | Stensättning                     |              | Hagby, Uppland      |       | 59.786004, 17.348467 | 10023400020003 | Ladda upp en bild av detta fornminne      |
| Hagby 4:1          | Stensättning                     |              | Hagby, Uppland      |       | 59.806694, 17.351344 | 10023400040001 | Ladda upp en bild av detta fornminne      |
| Hagby 6:1          | Stensättning                     |              | Hagby, Uppland      |       | 59.805556, 17.350902 | 10023400060001 | Ladda upp en bild av detta fornminne      |
| Hagby 6:2          | Stensättning                     |              | Hagby, Uppland      |       | 59.805591, 17.351163 | 10023400060002 | Ladda upp en bild av detta fornminne      |
| Hagby 7:1          | Hög                              |              | Hagby, Uppland      |       | 59.804972, 17.351472 | 10023400070001 | Ladda upp en bild av detta fornminne      |
| Hagby 8:1          | Gravfält                         |              | Hagby, Uppland      |       | 59.810267, 17.363115 | 10023400080001 | Ladda upp en bild av detta fornminne      |
| Hagby 11:1         | Gravfält                         |              | Hagby, Uppland      |       | 59.815949, 17.356269 | 10023400110001 | Ladda upp en bild av detta fornminne      |
| Hagby 12:1         | Gravfält                         |              | Hagby, Uppland      |       | 59.816966, 17.357848 | 10023400120001 | Ladda upp en bild av detta fornminne      |
| Hagby 13:1         | Stensättning                     |              | Hagby, Uppland      |       | 59.817377, 17.357341 | 10023400130001 | Ladda upp en bild av detta fornminne      |
| Hagby 14:1         | Gravfält                         |              | Hagby, Uppland      |       | 59.816498, 17.361554 | 10023400140001 | Ladda upp en bild av detta fornminne      |
| Hagby 14:2         | Hällristning                     |              | Hagby, Uppland      |       | 59.816412, 17.361598 | 10023400140002 | Ladda upp en bild av detta fornminne      |
| Hagby 17:1         | Hällristning                     |              | Hagby, Uppland      |       | 59.787127, 17.413785 | 10023400170001 | Ladda upp en bild av detta fornminne      |
| Hagby 20:1         | Stensättning                     |              | Hagby, Uppland      |       | 59.813527, 17.364200 | 10023400200001 | Ladda upp en bild av detta fornminne      |
| Hagby 23:1         | Stensättning                     |              | Hagby, Uppland      |       | 59.813944, 17.389975 | 10023400230001 | Ladda upp en bild av detta fornminne      |
| Hagby 24:1         | Stensättning                     |              | Hagby, Uppland      |       | 59.811161, 17.387828 | 10023400240001 | Ladda upp en bild av detta fornminne      |
| Hagby 25:1         | Stensättning                     |              | Hagby, Uppland      |       | 59.809086, 17.394601 | 10023400250001 | Ladda upp en bild av detta fornminne      |
| Hagby 27:1         | Hög                              |              | Hagby, Uppland      |       | 59.806890, 17.382290 | 10023400270001 | Ladda upp en bild av detta fornminne      |
| Hagby 29:1         | Gravfält                         |              | Hagby, Uppland      |       | 59.807817, 17.398433 | 10023400290001 | Ladda upp en bild av detta fornminne      |
| Hagby 30:1         | Stensättning                     |              | Hagby, Uppland      |       | 59.807785, 17.405937 | 10023400300001 | Ladda upp en bild av detta fornminne      |
| Hagby 31:1         | Gravfält                         |              | Hagby, Uppland      |       | 59.812674, 17.408790 | 10023400310001 | Ladda upp en bild av detta fornminne      |
| Hagby 33:2         | Grav markerad av sten/block      |              | Hagby, Uppland      |       | 59.814827, 17.410785 | 10023400330002 | Ladda upp en bild av detta fornminne      |
| Hagby 34:1         | Stensättning                     |              | Hagby, Uppland      |       | 59.814539, 17.412597 | 10023400340001 | Ladda upp en bild av detta fornminne      |
| Hagby 36:1         | Gravfält                         |              | Hagby, Uppland      |       | 59.813359, 17.418472 | 10023400360001 | Ladda upp en bild av detta fornminne      |
| Hagby 38:1         | Stensättning                     |              | Hagby, Uppland      |       | 59.809925, 17.414060 | 10023400380001 | Ladda upp en bild av detta fornminne      |
| Hagby 39:1         | Stensättning                     |              | Hagby, Uppland      |       | 59.824446, 17.412919 | 10023400390001 | Ladda upp en bild av detta fornminne      |
| Hagby 40:1         | Stensättning                     |              | Hagby, Uppland      |       | 59.821546, 17.419187 | 10023400400001 | Ladda upp en bild av detta fornminne      |
| Hagby 41:1         | Stensättning                     |              | Hagby, Uppland      |       | 59.821566, 17.416332 | 10023400410001 | Ladda upp en bild av detta fornminne      |
| Hagby 41:2         | Stensättning                     |              | Hagby, Uppland      |       | 59.821529, 17.416092 | 10023400410002 | Ladda upp en bild av detta fornminne      |
| Hagby 44:1         | Grav- och boplatsområde          |              | Hagby, Uppland      |       | 59.821910, 17.411592 | 10023400440001 | Ladda upp en bild av detta fornminne      |
| Hagby 45:2         | Stensättning                     |              | Hagby, Uppland      |       | 59.822456, 17.413519 | 10023400450002 | Ladda upp en bild av detta fornminne      |
| Hagby 46:1         | Stensättning                     |              | Hagby, Uppland      |       | 59.813060, 17.376096 | 10023400460001 | Ladda upp en bild av detta fornminne      |
| Hagby 47:1         | Stensättning                     |              | Hagby, Uppland      |       | 59.806004, 17.409258 | 10023400470001 | Ladda upp en bild av detta fornminne      |
| Hagby 47:2         | Grav markerad av sten/block      |              | Hagby, Uppland      |       | 59.805884, 17.409244 | 10023400470002 | Ladda upp en bild av detta fornminne      |
| Hagby 47:3         | Grav markerad av sten/block      |              | Hagby, Uppland      |       | 59.805919, 17.409756 | 10023400470003 | Ladda upp en bild av detta fornminne      |
| Hagby 47:4         | Hög                              |              | Hagby, Uppland      |       | 59.805957, 17.409630 | 10023400470004 | Ladda upp en bild av detta fornminne      |
| Hagby 48:1         | Stensättning                     |              | Hagby, Uppland      |       | 59.810308, 17.378370 | 10023400480001 | Ladda upp en bild av detta fornminne      |
| Hagby 49:1         | Stensättning                     |              | Hagby, Uppland      |       | 59.812566, 17.379247 | 10023400490001 | Ladda upp en bild av detta fornminne      |
| Hagby 49:2         | Stensättning                     |              | Hagby, Uppland      |       | 59.812453, 17.379261 | 10023400490002 | Ladda upp en bild av detta fornminne      |
| Hagby 49:3         | Stensättning                     |              | Hagby, Uppland      |       | 59.812706, 17.379227 | 10023400490003 | Ladda upp en bild av detta fornminne      |
| Hagby 50:1         | Gravfält                         |              | Hagby, Uppland      |       | 59.816082, 17.417058 | 10023400500001 | Ladda upp en bild av detta fornminne      |
| Hagby 50:2         | Hällristning                     |              | Hagby, Uppland      |       | 59.815807, 17.417382 | 10023400500002 | Ladda upp en bild av detta fornminne      |
| Hagby 51:1         | Stensättning                     |              | Hagby, Uppland      |       | 59.808185, 17.365506 | 10023400510001 | Ladda upp en bild av detta fornminne      |
| Hagby 53:1         | Hällristning                     |              | Hagby, Uppland      |       | 59.806709, 17.366844 | 10023400530001 | Ladda upp en bild av detta fornminne      |
| Hagby 54:1         | Gravfält                         |              | Hagby, Uppland      |       | 59.805698, 17.364471 | 10023400540001 | Ladda upp en bild av detta fornminne      |
| Hagby 55:1         | Stensättning                     |              | Hagby, Uppland      |       | 59.793342, 17.366331 | 10023400550001 | Ladda upp en bild av detta fornminne      |
| Hagby 56:1         | Gravfält                         |              | Hagby, Uppland      |       | 59.793745, 17.366764 | 10023400560001 | Ladda upp en bild av detta fornminne      |
| Hagby 57:1         | Stensättning                     |              | Hagby, Uppland      |       | 59.792445, 17.367212 | 10023400570001 | Ladda upp en bild av detta fornminne      |
| U 876 (Hagby 59:1) | Runristning                      |              | Hagby, Uppland      |       | 59.791879, 17.368367 | 10023400590001 | Ladda upp en till bild av detta fornminne |
| Hagby 61:1         | Gravfält                         |              | Hagby, Uppland      |       | 59.792964, 17.369316 | 10023400610001 | Ladda upp en bild av detta fornminne      |
| U 875 (Hagby 61:2) | Runristning                      |              | Hagby, Uppland      |       | 59.792759, 17.369073 | 10023400610002 | Ladda upp en till bild av detta fornminne |
| Hagby 61:4         | Hällristning                     |              | Hagby, Uppland      |       | 59.792759, 17.369073 | 10023400610004 | Ladda upp en till bild av detta fornminne |
| Hagby 62:1         | Hällristning                     |              | Hagby, Uppland      |       | 59.793840, 17.368960 | 10023400620001 | Ladda upp en bild av detta fornminne      |
| U 878 (Hagby 64:1) | Runristning                      |              | Hagby, Uppland      |       | 59.801622, 17.376262 | 10023400640001 | Ladda upp en bild av detta fornminne      |
| Hagby 66:1         | Grav- och boplatsområde          |              | Hagby, Uppland      |       | 59.801558, 17.393557 | 10023400660001 | Ladda upp en bild av detta fornminne      |
| Hagby 67:1         | Hällristning                     |              | Hagby, Uppland      |       | 59.794989, 17.376166 | 10023400670001 | Ladda upp en bild av detta fornminne      |
| Hagby 68:1         | Gravfält                         |              | Hagby, Uppland      |       | 59.797251, 17.379358 | 10023400680001 | Ladda upp en bild av detta fornminne      |
| Hagby 69:1         | Stensättning                     |              | Hagby, Uppland      |       | 59.795835, 17.382537 | 10023400690001 | Ladda upp en bild av detta fornminne      |
| Hagby 70:1         | Gravfält                         |              | Hagby, Uppland      |       | 59.794919, 17.378975 | 10023400700001 | Ladda upp en bild av detta fornminne      |
| Hagby 71:1         | Stensättning                     |              | Hagby, Uppland      |       | 59.786191, 17.380370 | 10023400710001 | Ladda upp en bild av detta fornminne      |
| Hagby 71:2         | Stensättning                     |              | Hagby, Uppland      |       | 59.785834, 17.380562 | 10023400710002 | Ladda upp en bild av detta fornminne      |
| Hagby 74:1         | Stensättning                     |              | Hagby, Uppland      |       | 59.782303, 17.385043 | 10023400740001 | Ladda upp en bild av detta fornminne      |
| Hagby 74:2         | Stensättning                     |              | Hagby, Uppland      |       | 59.782143, 17.385041 | 10023400740002 | Ladda upp en bild av detta fornminne      |
| Hagby 74:3         | Stensättning                     |              | Hagby, Uppland      |       | 59.781960, 17.384702 | 10023400740003 | Ladda upp en bild av detta fornminne      |
| Hagby 75:1         | Stensättning                     |              | Hagby, Uppland      |       | 59.784638, 17.390880 | 10023400750001 | Ladda upp en bild av detta fornminne      |
| Hagby 75:2         | Stensättning                     |              | Hagby, Uppland      |       | 59.784907, 17.390711 | 10023400750002 | Ladda upp en bild av detta fornminne      |
| Hagby 78:1         | Grav- och boplatsområde          |              | Hagby, Uppland      |       | 59.783624, 17.388839 | 10023400780001 | Ladda upp en bild av detta fornminne      |
| Hagby 78:2         | Hällristning                     |              | Hagby, Uppland      |       | 59.783479, 17.389124 | 10023400780002 | Ladda upp en bild av detta fornminne      |
| Hagby 79:1         | Röse                             |              | Hagby, Uppland      |       | 59.782744, 17.388387 | 10023400790001 | Ladda upp en bild av detta fornminne      |
| Hagby 80:1         | Gravfält                         |              | Hagby, Uppland      |       | 59.787015, 17.388219 | 10023400800001 | Ladda upp en bild av detta fornminne      |
| Hagby 83:1         | Gravfält                         |              | Hagby, Uppland      |       | 59.781626, 17.395257 | 10023400830001 | Ladda upp en bild av detta fornminne      |
| Hagby 85:1         | Hällristning                     |              | Hagby, Uppland      |       | 59.777142, 17.396300 | 10023400850001 | Ladda upp en bild av detta fornminne      |
| Hagby 88:1         | Stensättning                     |              | Hagby, Uppland      |       | 59.825457, 17.420002 | 10023400880001 | Ladda upp en bild av detta fornminne      |
| Hagby 90:1         | Stensättning                     |              | Hagby, Uppland      |       | 59.811321, 17.407064 | 10023400900001 | Ladda upp en bild av detta fornminne      |
| Hagby 90:2         | Stensättning                     |              | Hagby, Uppland      |       | 59.811364, 17.407273 | 10023400900002 | Ladda upp en bild av detta fornminne      |
| Hagby 90:3         | Stensättning                     |              | Hagby, Uppland      |       | 59.811444, 17.406990 | 10023400900003 | Ladda upp en bild av detta fornminne      |
| Hagby 91:1         | Stensättning                     |              | Hagby, Uppland      |       | 59.816995, 17.354380 | 10023400910001 | Ladda upp en bild av detta fornminne      |
| Hagby 92:1         | Grav- och boplatsområde          |              | Hagby, Uppland      |       | 59.818772, 17.351000 | 10023400920001 | Ladda upp en bild av detta fornminne      |
| Hagby 93:1         | Stensättning                     |              | Hagby, Uppland      |       | 59.818210, 17.354073 | 10023400930001 | Ladda upp en bild av detta fornminne      |
| Hagby 95:1         | Stensättning                     |              | Hagby, Uppland      |       | 59.824734, 17.414907 | 10023400950001 | Ladda upp en bild av detta fornminne      |
| Hagby 96:1         | Stenkammargrav                   |              | Hagby, Uppland      |       | 59.824147, 17.419005 | 10023400960001 | Ladda upp en bild av detta fornminne      |
| Hagby 97:1         | Stensättning                     |              | Hagby, Uppland      |       | 59.822056, 17.409864 | 10023400970001 | Ladda upp en bild av detta fornminne      |
| Hagby 98:1         | Stensättning                     |              | Hagby, Uppland      |       | 59.823590, 17.381367 | 10023400980001 | Ladda upp en bild av detta fornminne      |
| Hagby 101:1        | Grav- och boplatsområde          |              | Hagby, Uppland      |       | 59.819447, 17.365324 | 10023401010001 | Ladda upp en bild av detta fornminne      |
| Hagby 102:1        | Hällristning                     |              | Hagby, Uppland      |       | 59.816229, 17.353414 | 10023401020001 | Ladda upp en bild av detta fornminne      |
| Hagby 103:1        | Stensättning                     |              | Hagby, Uppland      |       | 59.817628, 17.355485 | 10023401030001 | Ladda upp en bild av detta fornminne      |
| Hagby 104:1        | Husgrund, förhistorisk/medeltida |              | Hagby, Uppland      |       | 59.830651, 17.361014 | 10023401040001 | Ladda upp en bild av detta fornminne      |
| Hagby 106:1        | Stensättning                     |              | Hagby, Uppland      |       | 59.821954, 17.375914 | 10023401060001 | Ladda upp en bild av detta fornminne      |
| Hagby 106:2        | Stensättning                     |              | Hagby, Uppland      |       | 59.821756, 17.375744 | 10023401060002 | Ladda upp en bild av detta fornminne      |
| Hagby 106:4        | Stensättning                     |              | Hagby, Uppland      |       | 59.821901, 17.376062 | 10023401060004 | Ladda upp en bild av detta fornminne      |
| Hagby 107:1        | Stensättning                     |              | Hagby, Uppland      |       | 59.823301, 17.374723 | 10023401070001 | Ladda upp en bild av detta fornminne      |
| Hagby 108:1        | Hällristning                     |              | Hagby, Uppland      |       | 59.821856, 17.374541 | 10023401080001 | Ladda upp en bild av detta fornminne      |
| Hagby 109:1        | Stensättning                     |              | Hagby, Uppland      |       | 59.819367, 17.363613 | 10023401090001 | Ladda upp en bild av detta fornminne      |
| Hagby 109:2        | Stensättning                     |              | Hagby, Uppland      |       | 59.819209, 17.363458 | 10023401090002 | Ladda upp en bild av detta fornminne      |
| Hagby 109:3        | Stensättning                     |              | Hagby, Uppland      |       | 59.819076, 17.363179 | 10023401090003 | Ladda upp en bild av detta fornminne      |
| Hagby 110:1        | Hällristning                     |              | Hagby, Uppland      |       | 59.815894, 17.408711 | 10023401100001 | Ladda upp en bild av detta fornminne      |
| Hagby 111:1        | Stensättning                     |              | Hagby, Uppland      |       | 59.816086, 17.408907 | 10023401110001 | Ladda upp en bild av detta fornminne      |
| Hagby 112:2        | Stensättning                     |              | Hagby, Uppland      |       | 59.815245, 17.409075 | 10023401120002 | Ladda upp en bild av detta fornminne      |
| Hagby 115:1        | Hällristning                     |              | Hagby, Uppland      |       | 59.816852, 17.353801 | 10023401150001 | Ladda upp en bild av detta fornminne      |
| Hagby 117:1        | Hällristning                     |              | Hagby, Uppland      |       | 59.813286, 17.415713 | 10023401170001 | Ladda upp en bild av detta fornminne      |
| Hagby 118:1        | Stensättning                     |              | Hagby, Uppland      |       | 59.817084, 17.391089 | 10023401180001 | Ladda upp en bild av detta fornminne      |
| Hagby 119:1        | Hällristning                     |              | Hagby, Uppland      |       | 59.805783, 17.350570 | 10023401190001 | Ladda upp en bild av detta fornminne      |
| Hagby 120:1        | Stensättning                     |              | Hagby, Uppland      |       | 59.809384, 17.354030 | 10023401200001 | Ladda upp en bild av detta fornminne      |
| Hagby 120:2        | Stensättning                     |              | Hagby, Uppland      |       | 59.809293, 17.353970 | 10023401200002 | Ladda upp en bild av detta fornminne      |
| Hagby 120:3        | Stensättning                     |              | Hagby, Uppland      |       | 59.809099, 17.354139 | 10023401200003 | Ladda upp en bild av detta fornminne      |
| Hagby 122:1        | Stensättning                     |              | Hagby, Uppland      |       | 59.823136, 17.358408 | 10023401220001 | Ladda upp en bild av detta fornminne      |
| Hagby 123:1        | Gravfält                         |              | Hagby, Uppland      |       | 59.814422, 17.419535 | 10023401230001 | Ladda upp en bild av detta fornminne      |
| Hagby 124:1        | Stensättning                     |              | Hagby, Uppland      |       | 59.814206, 17.406673 | 10023401240001 | Ladda upp en bild av detta fornminne      |
| Hagby 126:1        | Hällristning                     |              | Hagby, Uppland      |       | 59.780690, 17.391548 | 10023401260001 | Ladda upp en bild av detta fornminne      |
| Hagby 126:2        | Hällristning                     |              | Hagby, Uppland      |       | 59.780645, 17.391653 | 10023401260002 | Ladda upp en bild av detta fornminne      |
| Hagby 126:3        | Hällristning                     |              | Hagby, Uppland      |       | 59.780608, 17.391773 | 10023401260003 | Ladda upp en bild av detta fornminne      |
| Hagby 127:1        | Hällristning                     |              | Hagby, Uppland      |       | 59.781056, 17.394637 | 10023401270001 | Ladda upp en bild av detta fornminne      |
| Hagby 128:1        | Stensättning                     |              | Hagby, Uppland      |       | 59.820915, 17.386942 | 10023401280001 | Ladda upp en bild av detta fornminne      |
| Hagby 130:1        | Stensättning                     |              | Hagby, Uppland      |       | 59.846179, 17.346486 | 10023401300001 | Ladda upp en bild av detta fornminne      |
| Hagby 132:1        | Stensättning                     |              | Hagby, Uppland      |       | 59.827146, 17.373412 | 10023401320001 | Ladda upp en bild av detta fornminne      |
| Hagby 133:1        | Stensättning                     |              | Hagby, Uppland      |       | 59.825467, 17.370088 | 10023401330001 | Ladda upp en bild av detta fornminne      |
| Hagby 134:1        | Stensättning                     |              | Hagby, Uppland      |       | 59.827760, 17.368610 | 10023401340001 | Ladda upp en bild av detta fornminne      |
| Hagby 137:1        | Stensättning                     |              | Hagby, Uppland      |       | 59.823422, 17.389609 | 10023401370001 | Ladda upp en bild av detta fornminne      |
| Hagby 138:1        | Stensättning                     |              | Hagby, Uppland      |       | 59.824932, 17.372677 | 10023401380001 | Ladda upp en bild av detta fornminne      |
| Hagby 139:1        | Stensättning                     |              | Hagby, Uppland      |       | 59.823935, 17.379765 | 10023401390001 | Ladda upp en bild av detta fornminne      |
| Hagby 142:1        | Stensättning                     |              | Hagby, Uppland      |       | 59.820108, 17.379644 | 10023401420001 | Ladda upp en bild av detta fornminne      |
| Hagby 143:1        | Stensättning                     |              | Hagby, Uppland      |       | 59.824901, 17.408199 | 10023401430001 | Ladda upp en bild av detta fornminne      |
| Hagby 147:1        | Stensättning                     |              | Hagby, Uppland      |       | 59.810987, 17.390658 | 10023401470001 | Ladda upp en bild av detta fornminne      |
| Hagby 156:1        | Stensättning                     |              | Hagby, Uppland      |       | 59.820651, 17.355096 | 10023401560001 | Ladda upp en bild av detta fornminne      |
| Hagby 157:1        | Stensättning                     |              | Hagby, Uppland      |       | 59.820662, 17.356723 | 10023401570001 | Ladda upp en bild av detta fornminne      |
| Hagby 160:2        | Stensättning                     |              | Hagby, Uppland      |       | 59.818180, 17.358525 | 10023401600002 | Ladda upp en bild av detta fornminne      |
| Hagby 168:1        | Stensättning                     |              | Hagby, Uppland      |       | 59.778112, 17.395193 | 10023401680001 | Ladda upp en bild av detta fornminne      |
| Hagby 170:1        | Stensättning                     |              | Hagby, Uppland      |       | 59.790447, 17.361736 | 10023401700001 | Ladda upp en bild av detta fornminne      |
| Hagby 186:1        | Stensättning                     |              | Hagby, Uppland      |       | 59.786009, 17.387929 | 10023401860001 | Ladda upp en bild av detta fornminne      |
| Hagby 187:1        | Stensättning                     |              | Hagby, Uppland      |       | 59.783890, 17.383494 | 10023401870001 | Ladda upp en bild av detta fornminne      |
| Hagby 189:1        | Stensättning                     |              | Hagby, Uppland      |       | 59.786148, 17.407936 | 10023401890001 | Ladda upp en bild av detta fornminne      |
| Hagby 191:1        | Stensättning                     |              | Hagby, Uppland      |       | 59.812290, 17.374467 | 10023401910001 | Ladda upp en bild av detta fornminne      |
| Hagby 193:1        | Hög                              |              | Hagby, Uppland      |       | 59.778339, 17.394626 | 10023401930001 | Ladda upp en bild av detta fornminne      |
| Hagby 196          | Stensättning                     |              | Hagby, Uppland      |       | 59.779264, 17.395617 | 12000000089662 | Ladda upp en bild av detta fornminne      |
| Hagby 197          | Stensättning                     |              | Hagby, Uppland      |       | 59.778009, 17.396234 | 12000000089663 | Ladda upp en bild av detta fornminne      |